# Комитет Уједињених нација о мировном коришћењу свемира
Комитет Уједињених нација о мировном коришћењу свемира, КОПУОС (енгл. United Nations Committee on the Peaceful Uses of Outer Space) је основан 1958. године (убрзо после лансирања Спутњика) као ad hoc комитет. Године 1959, формално је успостављен од стране Уједињених нација резолуцијом Генералне скупштине 1472.
Мисија КОПУОС-а је „да преиспита обим међународне сарадње у мировном коришћењу свемира, да осмисли програме у овој области које ће се предузети под покровитељством Уједињених нација, да подстакне даље истраживање и ширење информација о питањима свемира, као и да проучи правне проблеме који произилазе из истраживања свемира.“
Комисија има два пододбора, научни и технички подкомитет и правни подкомитет.
КОПУОС надгледа спровођење пет уговора и споразума:
- Уговор о свемиру - Уговор о принципима који регулишу активности држава у истраживању и коришћењу свемира, укључујући Месеца и других небеских тела
- Споразум о спашавању - Споразум о спашавању космонаута, повратку космонаута и повратку објеката лансираних у свемир
- Конвенција одговорности - Конвенција о међународној одговорности за штету проузроковану објектима у свемиру
- Конвенција о регистрацији - Конвенција о регистрацији објеката лансираних у свемир
- Уговор о Месецу - Споразум који регулише активности држава на Месецу и другим небеским телима

## Земље чланице
КОПУОС има шездесет седам земаља чланица и један је од највећих комитета у Уједињеним нацијама.
Од последње допуне у 2007, земље чланице су: Албанија, Алжир, Аргентина, Аустралија, Аустрија, Белгија, Бенин, Боливија, Бразил, Бугарска, Буркина Фасо, Камерун, Канада, Чад, Чиле, Кина, Колумбија, Куба, Чешка Република, Еквадор, Египат, Француска, Мађарска, Немачка, Грчка, Индија, Индонезија, Иран, Ирак, Италија, Јапан, Казахстан, Кенија, Либан, Либијска Арапска Џамахирија, Малезија, Мексико, Монголија, Мароко, Холандија, Никарагва, Нигер, Нигерија, Пакистан, Перу, Филипини, Пољска, Португал, Република Кореја, Румунија, Руска Федерација, Саудијска Арабија, Сенегал, Сијера Леоне, Словачка, Јужна Африка, Јужна Кореја, Шпанија, Судан, Шведска, Швајцарска, Сиријска Арапска Република, Тајланд, Турска, Уједињено Краљевство Велике Британије и Северне Ирске, Сједињене Америчке Државе, Украјина, Уругвај, Венецуела и Вијетнам.

## Међународне организације са статусом сталног посматрача
Следеће организације изван УН-а имају стални статус посматрача у Комитету: Удружење истраживача свемира (АСЕ), Одбор за истраживање свемира (КОСПАР), Европска свемирска агенција (ЕСА), Међународна академије за астронаутику (ИАА), Међународна астронаутичка федерација (ИАФ), Међународна астрономска унија (МАУ), Удружење за међународно право (ИЛА), Међународна сателитска организација (Инмарсат), Међународна организација за телекомуникационе сателите (Интелсат), Интерспутник, Међународно друштво за фотограметрију и даљинско очиравање (ИСПРС), Међународни свемирски универзитет (ИСУ), Планетарно друштво (ТПС).